# Stazione di Cannavà
La stazione di Cannavà è una fermata ferroviaria a servizio di Cannavà, frazione del comune Rizziconi, posta sulla ferrovia Gioia Tauro-Cinquefrondi, il cui esercizio è sospeso.

## Storia
La fermata venne inaugurata ufficialmente il 1º giugno 1924, in concomitanza con l'apertura della linea Gioia Tauro-Cittanova, facente parte del più ampio progetto della Trasversale reggina (Gioia Tauro-Gioiosa Ionica), mai completato.
Il servizio ferroviario sulla linea è stato poi sospeso il 6 giugno 2011, a causa delle cattive condizioni dell'armamento, e sostituito da un autoservizio, sempre gestito da Ferrovie della Calabria.

## Strutture e impianti
La fermata è composta da un fabbricato viaggiatori, dispone del solo binario di circolazione e servita da una banchina.